# 山形市立千歳小学校
山形市立千歳小学校（やまがたしりつ ちとせしょうがっこう）は、山形県山形市にある公立小学校である。

## 概要
山形市市街地からやや北にあり、東は山形バイパスから西は馬見ヶ崎川のエリアが学区となっている。学区内には山形市総合スポーツセンター、さくらんぼテレビジョン（SAY）本社、山形県立中央病院、羽前千歳駅、山形北インターチェンジも含まれる。

## 沿革
- 1892年（明治25年） - 千歳尋常小学校として開校
- 1903年（明治36年） - 現在地に校舎を新築し、千歳尋常高等小学校に改称
- 1941年（昭和16年）4月1日 - 千歳村国民学校に改称
- 1943年（昭和18年）4月1日 - 山形市に合併し、山形市立千歳国民学校に改称
- 1947年（昭和22年）4月1日 - 山形市立千歳小学校に改称
- 1955年（昭和30年）4月1日 - 学区再編により下青柳地区が編入
- 1956年（昭和31年） - 25mプールが完成
- 1971年（昭和46年）4月1日 - 学区再編により浜田地区が編入
- 1973年（昭和48年）4月1日 - 花楯二丁目・芳野・浜崎地区が編入
- 1981年（昭和56年）4月1日 - 花楯二丁目・泉町が東小学校に分離
- 1982年（昭和57年） - 現体育館完成。

## 学区
- 青柳（下青柳地区）、沖町（市道長町住宅西線及び市道向川原桧町線の東部）、落合町、栄原、下柳、大野目町（浜田地区）、千歳一丁目、千歳二丁目、長町一丁目、長町二丁目、長町三丁目、長町四丁目、長町、浜崎、平久保、芳野、流通センター一丁目、流通センター二丁目、流通センター三丁目、流通センター四丁目[2]

## 卒業後
- 第四中学校へ進学する

## 交通アクセス
- 東日本旅客鉄道（JR東日本）奥羽本線 羽前千歳駅より徒歩7分